# Ожиш (гміна)
Гмі́на О́жиш (пол. Gmina Orzysz) — місько-сільська гміна у північній Польщі. Належить до Піського повіту Вармінсько-Мазурського воєводства.
Станом на 31 грудня 2011 у гміні проживало 9517 осіб.

## Територія
Згідно з даними за 2007 рік площа гміни становила 363.49 км², у тому числі:
- орні землі: 33.00%
- ліси: 38.00%

Таким чином, площа гміни становить 20.46% площі повіту.

## Населення
Станом на 31 грудня 2011:
| Опис     | Загалом | Загалом | Чоловіки | Чоловіки | Жінки | Жінки |
| -------- | ------- | ------- | -------- | -------- | ----- | ----- |
| одиниця  | осіб    | %       | осіб     | %        | осіб  | %     |
| все      | 9517    | 100     | 4811     | 50.55    | 4706  | 49.45 |
| міське   | 5850    | 100     | 2891     | 49.42    | 2959  | 50.58 |
| сільське | 3667    | 100     | 1920     | 52.36    | 1747  | 47.64 |

## Сусідні гміни
Гміна Ожиш межує з такими гмінами: Біла Піська, Видміни, Елк, Міколайкі, Мілкі, Піш, Старі Юхи.